# Список глав государств в 318 году
Список глав государств в 317 году — 318 год — Список глав государств в 319 году — Список глав государств по годам

## Америка
- Мутульское царство (Тикаль) — Кинич-Муван-Холь I, царь (317 — 359)

## Африка
- Мероитское царство (Куш) — Малекеребар, царь (314 — 329)

## Азия
- Армения — Тиридат III, царь (287 — 330)
- Вакатака — Праварасена I, император (270 — 330)
- Гассаниды — аль-Харит II ибн Джабала, царь (317 — 327)
- Гупта — Гхатоткача, махараджа (280 — 319)
- Дханьявади — Тюрия Мандала, царь[англ.] (313 — 375)
- Западные Кшатрапы — Рудрасимха II, махакшатрап (304 — 348)
- Иберия — Мириан III, царь (284 — 361)
- Китай (Период Шестнадцати варварских государств):
  - Восточная Цзинь — Юань-ди (Сыма Жуй), император (317 — 322)
  - Ранняя Лян — Чжан Ши, князь (314 — 320)
  - Северная Хань/Ранняя Чжао:
    - Лю Цун, император (310 — 318)
    - Лю Цань, император (318)
    - Лю Яо, император (318 — 329)

  - Чэн — Ли Сюн, император (303 — 334)
- Корея (Период Трех государств):
  - Конфедерация Кая — Коджиль, ван (291 — 346)
  - Когурё — Мичхон, тхэван (300 — 331)
  - Пэкче — Пирю, король (304 — 344)
  - Силла — Хырхэ, исагым (310 — 356)
- Кушанское царство — Чху, царь (310 — 325)
- Лахмиды (Хира) — Имру уль-Кайс I ибн Амр, царь (295 — 328)
- Паган — Ин Мин Пайк, король[англ.] (299 — 324)
- Паллавы (Анандадеша) — Симхаварман I, махараджа (315 — 345)
- Персия (Сасаниды) — Шапур II, шахиншах (309 — 379)
- Раджарата — Сиримегхаванна, король (304 — 332)
- Дай — Тоба Юйлюй, царь (316 — 321)
- Тогон — Муюн Туян, правитель (317 — 329)
- Тямпа — Фан Йи, князь (284 — 336)
- Химьяр — Та'ран Йихан'им, царь (315 — 340)
- Япония — Нинтоку, император (313 — 399)

## Европа
- Боспорское царство:
  - Рескупорид VI, царь (303 — 342)
  - Радамсад, царь (308 — 323)
- Думнония — Динод ап Карадок, правитель (305 — 340)
- Ирландия — Фиаха Срайбтине, верховный король (285 — 322)
- Папский престол - Сильвестр I, папа римский (314 - 335)
- Римская империя:
  - Восток — Лициний, римский император (313 — 324)
  - Запад — Константин Великий, римский император (308 — 337)

## Галерея
- Константин 
 308—337 
 Римский император (Запад)
- Лициний 
 308—324 
 Римский император (Восток)
- Мириан III 
 284—361 
 Царь Иберии
- Нинтоку 
 313—399 
 Японский император
- Шапур II 
 309—379 
 Шахиншах Персии